# Kaszkád (Jereván)
A Kaszkád (örményül: Կասկադ) egy travertínóból készült lépcsőkből álló komplexum Jereván északi részén, az Operaház és a Matenadaran közelében. Az épület Szovjet Örményország építészeti öröksége, amely összeköti a városközpontot a Győzelem Parkkal.
A Kaszkád 5 domboldali teraszból áll, ahol szökőkutak találhatók amelyeket 572 lépcsőfok köt össze. Az épület 302 m magas (a Szovjet Örményország 40. évfordulója emlékművét nem számítva), 50 m széles, összterülete 13 hektár, 15 fokos lejtéssel. A legfelső platformot Monumentális Terasznak hívják. Itt található a Szovjet Örményország 40. évfordulója emlékműve, amely 118 méter magas. A terasz egy zónából áll, amelyet 15 oszlop határol, amelyek szimbolikusan tükrözik Örményország történelmi örökségét. A külső lépcső minden emelete és szektora egyedi műalkotás. Az épület belső részében liftek és mozgólépcsők kötik össze az összes platformot az alapoktól a tetejéig. Az építészeti örökség teljes területe a modern művészet szabadtéri múzeuma, amely zöldterületen terül el. A komplexum a Tamanján utca sétálóövezetből emelkedik ki a központi Kentron kerületben.
Maga az épület otthont ad a Cafesjian Művészeti Központ kiállítótermeinek, ahol állandó és időszaki kiállításokat rendeznek. A kiállításokat rendszeresen frissítik, hogy bemutassák a kortárs művészet és szobrászat legjobb példányait. A múzeumot 2009-ben alapították, és nagy népszerűségnek örvend Jerevánban. A múzeumban számos galéria található, ezek közül a legjelentősebb az Egyes galéria olyan üvegművészek munkáival, mint Ivan Mares, Jaromir Rybak, Pavel Trnka, Jon Kuhn, Herb Babcock, Jan Zorichak és Bertil Vallien, a Khanján Galéria és a Sas Galéria (Pogosz Hajtaján művészettörténész, Robert Elibekján művész és Oszin Jegiazarján építész korai gyűjteményéből származó munkákkal), Szaszuni Dávid kertgaléria (a legjelentősebb európai üvegművészek, Stanislav Libenský és Jaroslava Brychtová üvegalkotásainak töredékeit tartalmazza), valamint Sas kert és Swarovski galériák. Itt több mint 500 mű található a múzeumalapító, Gerard Kafeszján gyűjteményéből. Ugyanakkor a kiállított listán olyan világhírű művészek munkái szerepelnek, mint Fernando Botero, Arshile Gorkij, Lynn Chadwick, Jaume Plensa és Barry Flanagan.

## Galéria

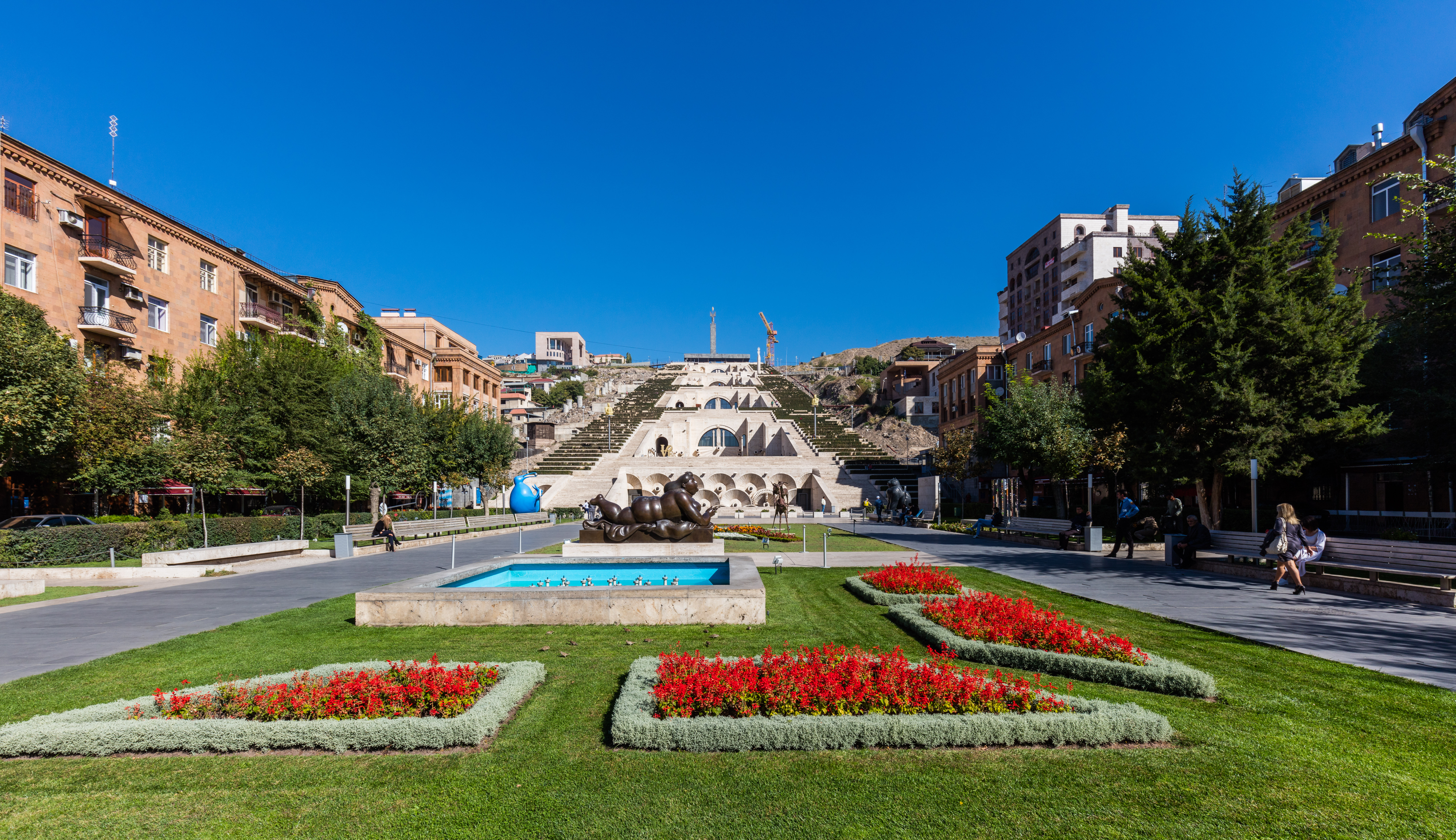
Kaszkád és az előtte lévő park
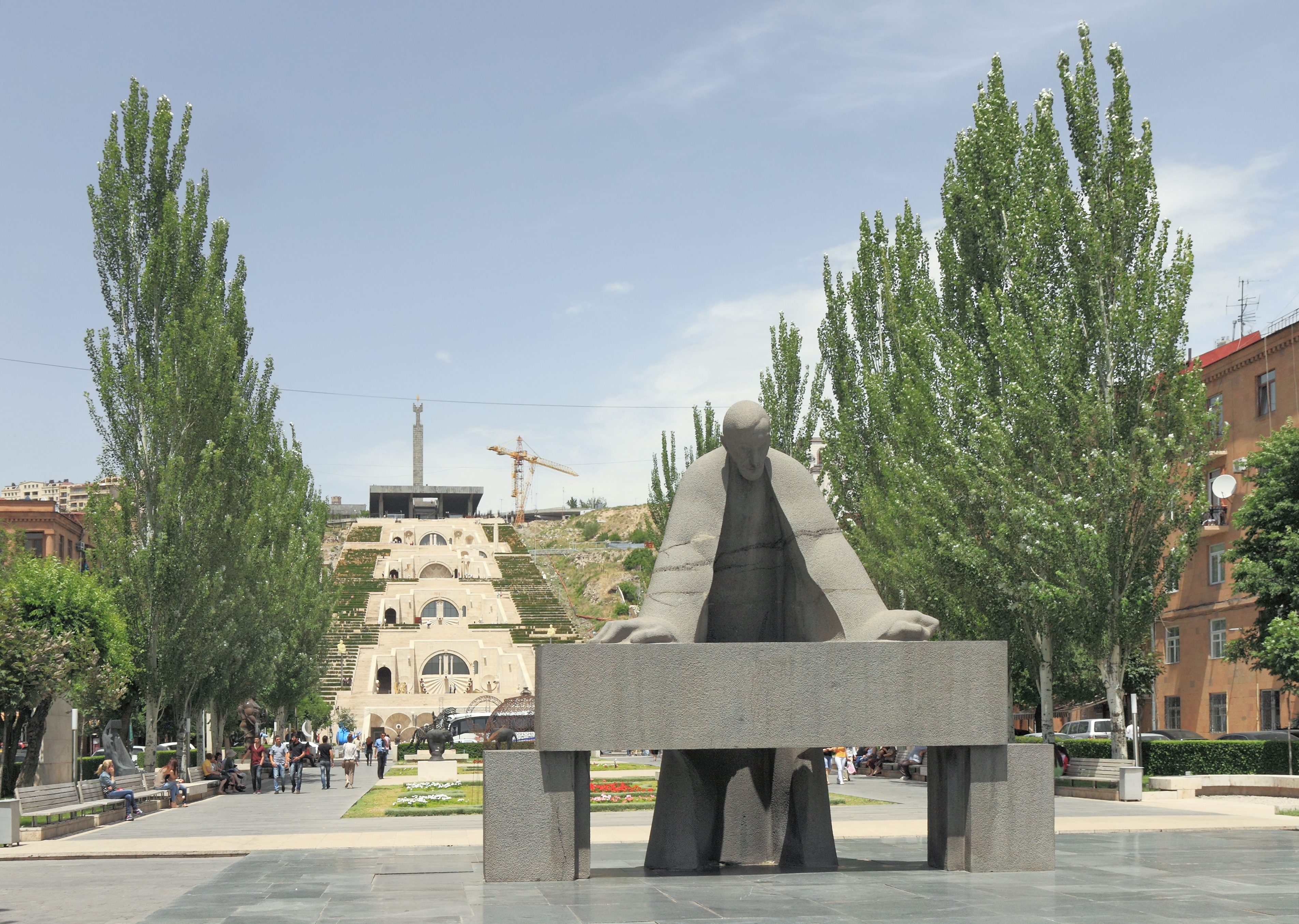
Alexander Tamanján szobra
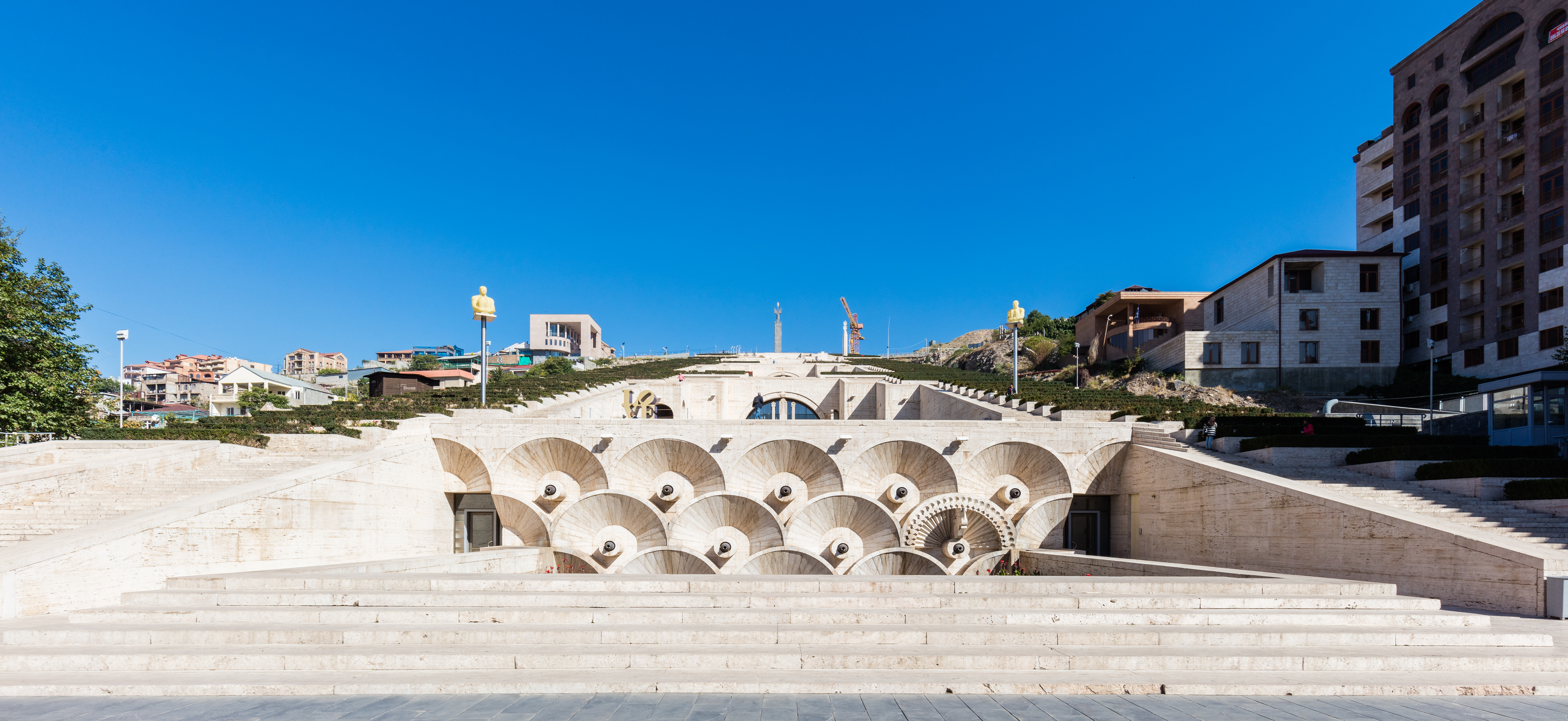
Első terasz
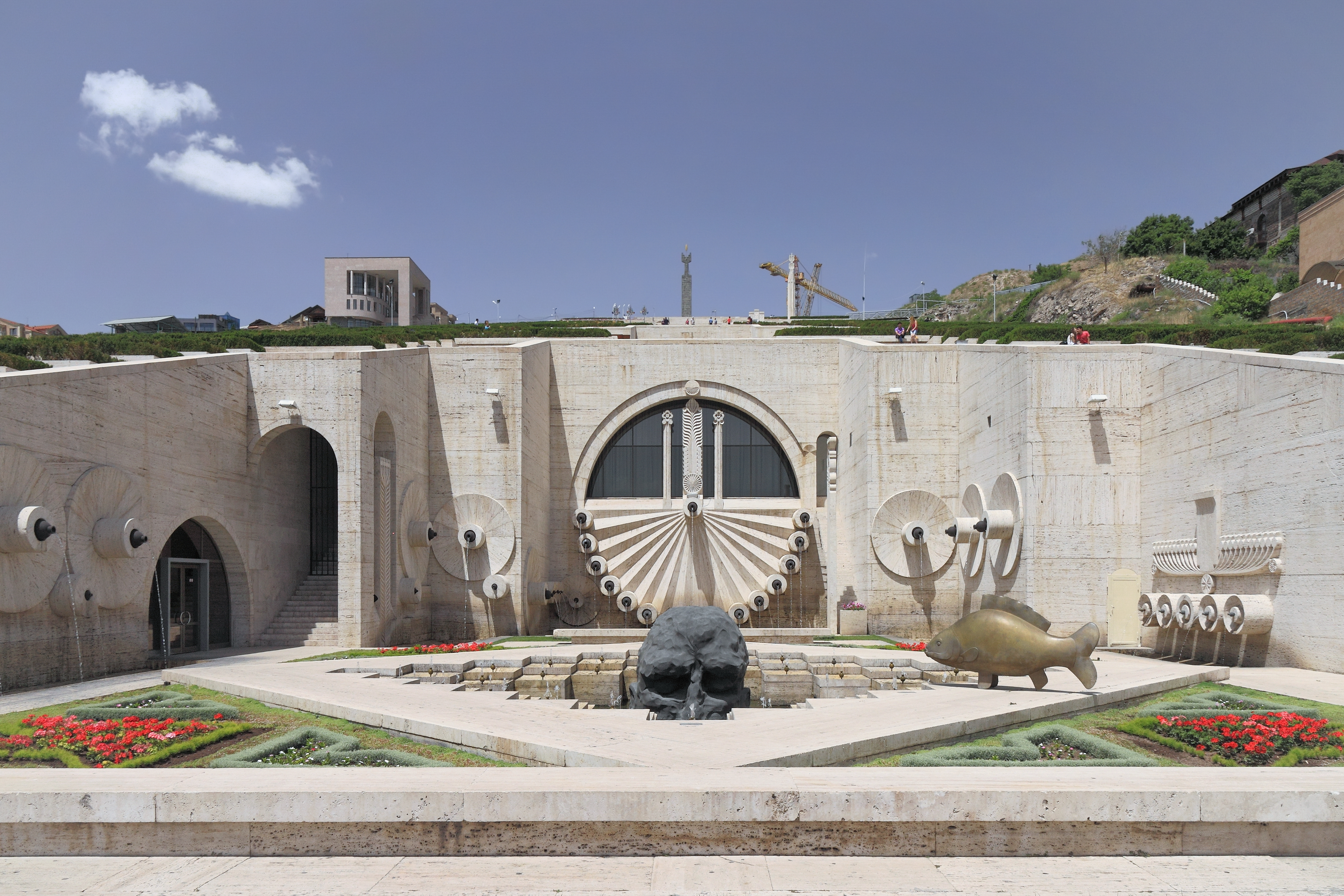
Második terasz
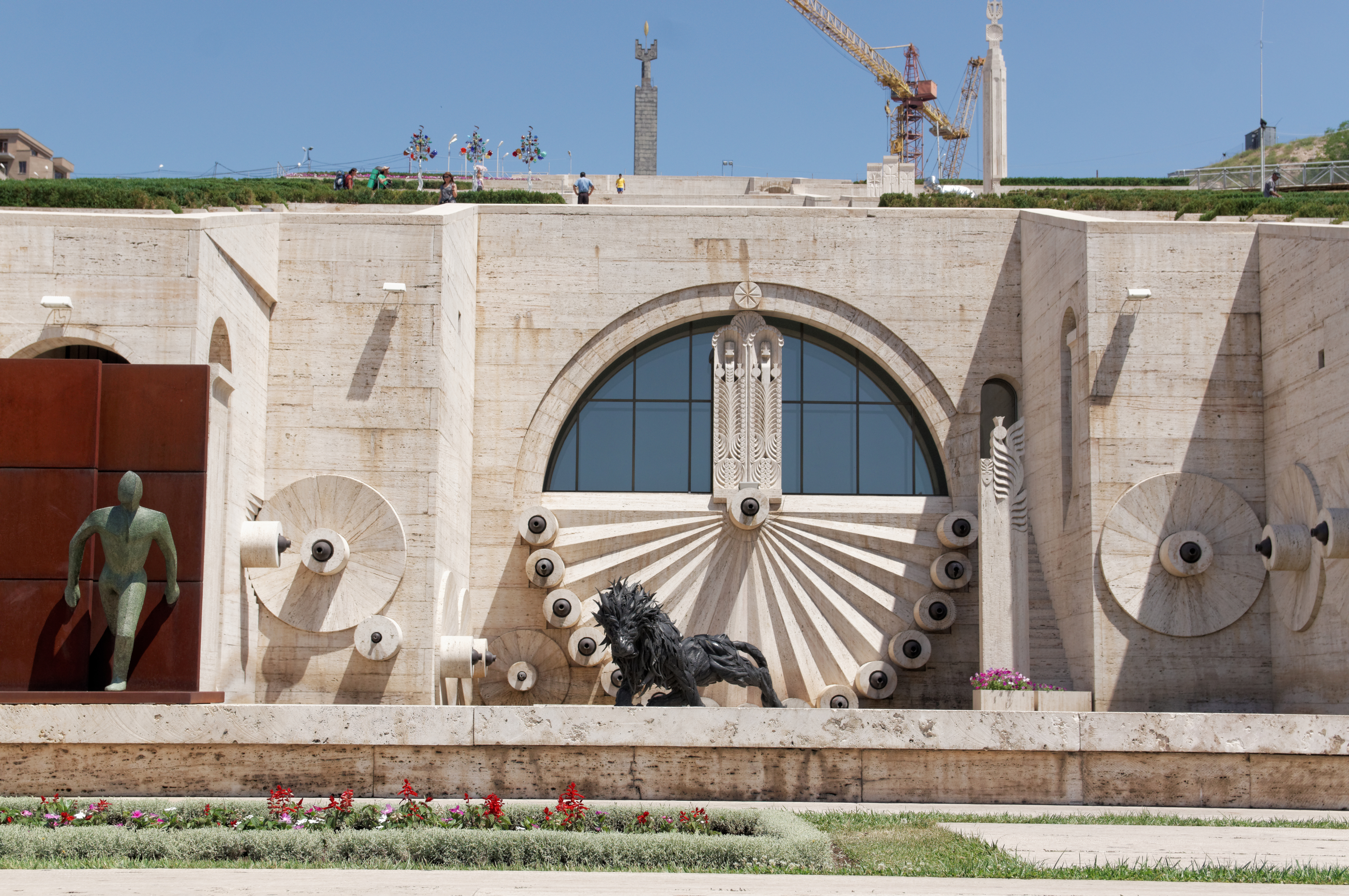
Harmadik terasz
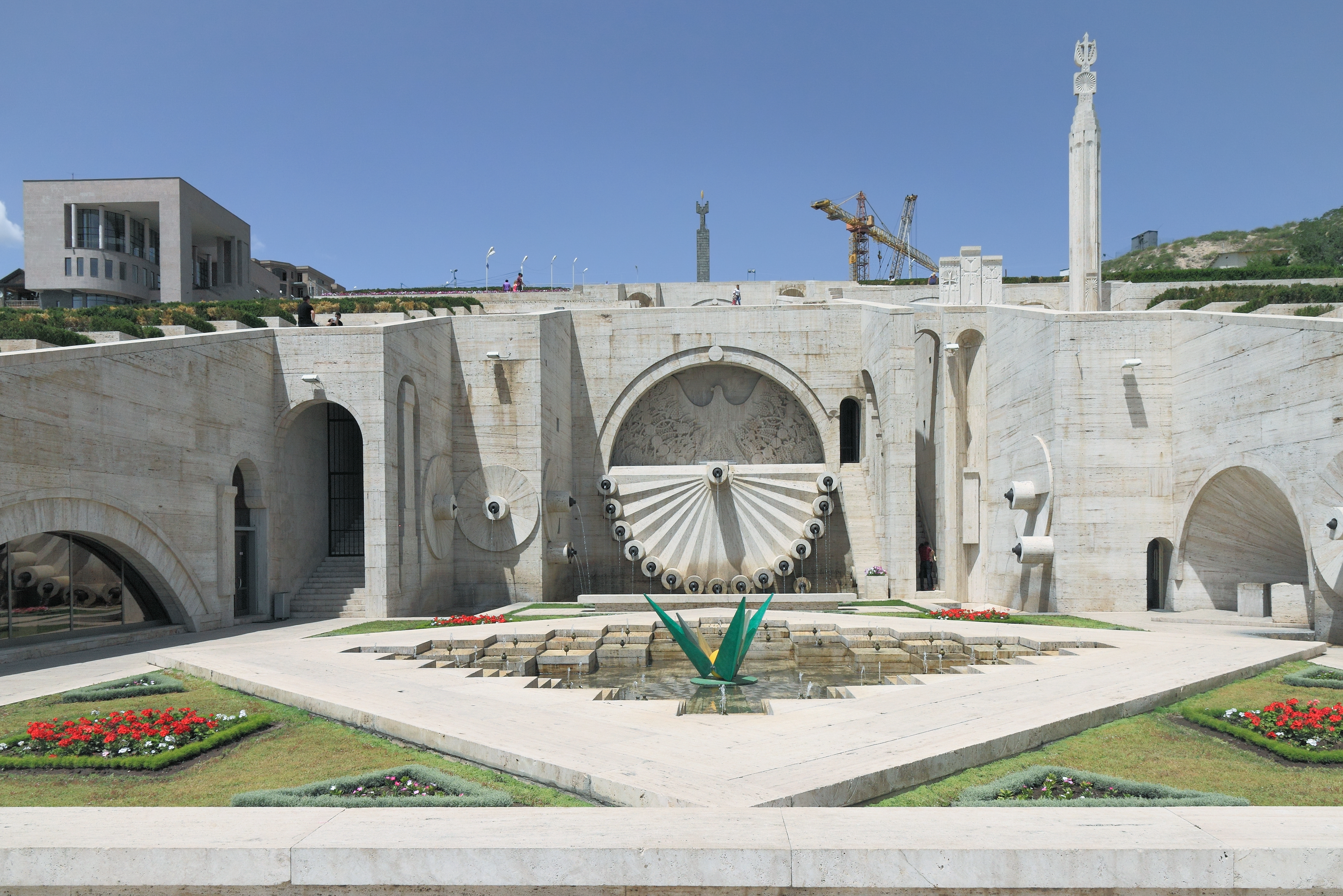
Negyedik terasz
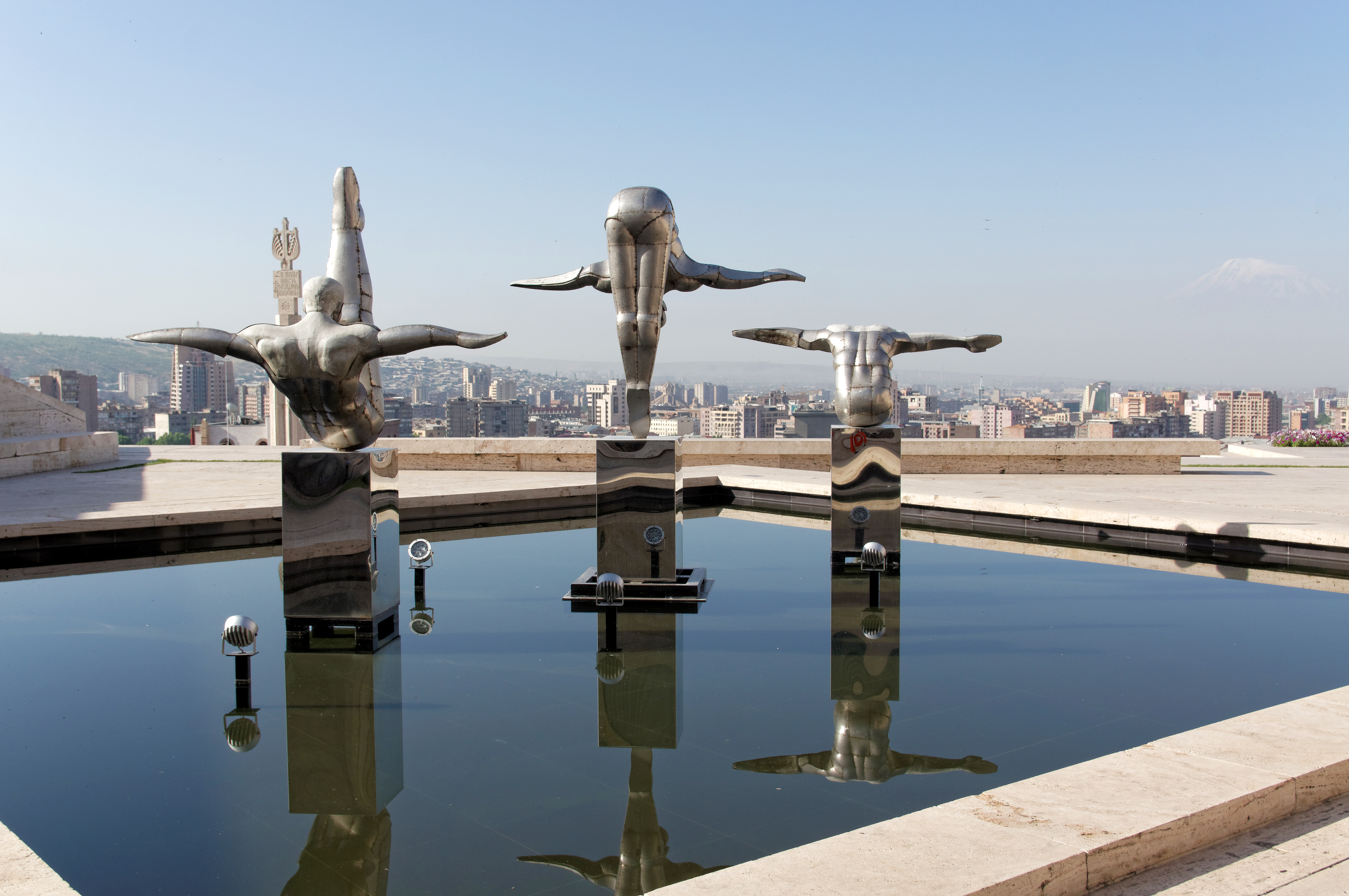
Ötödik terasz
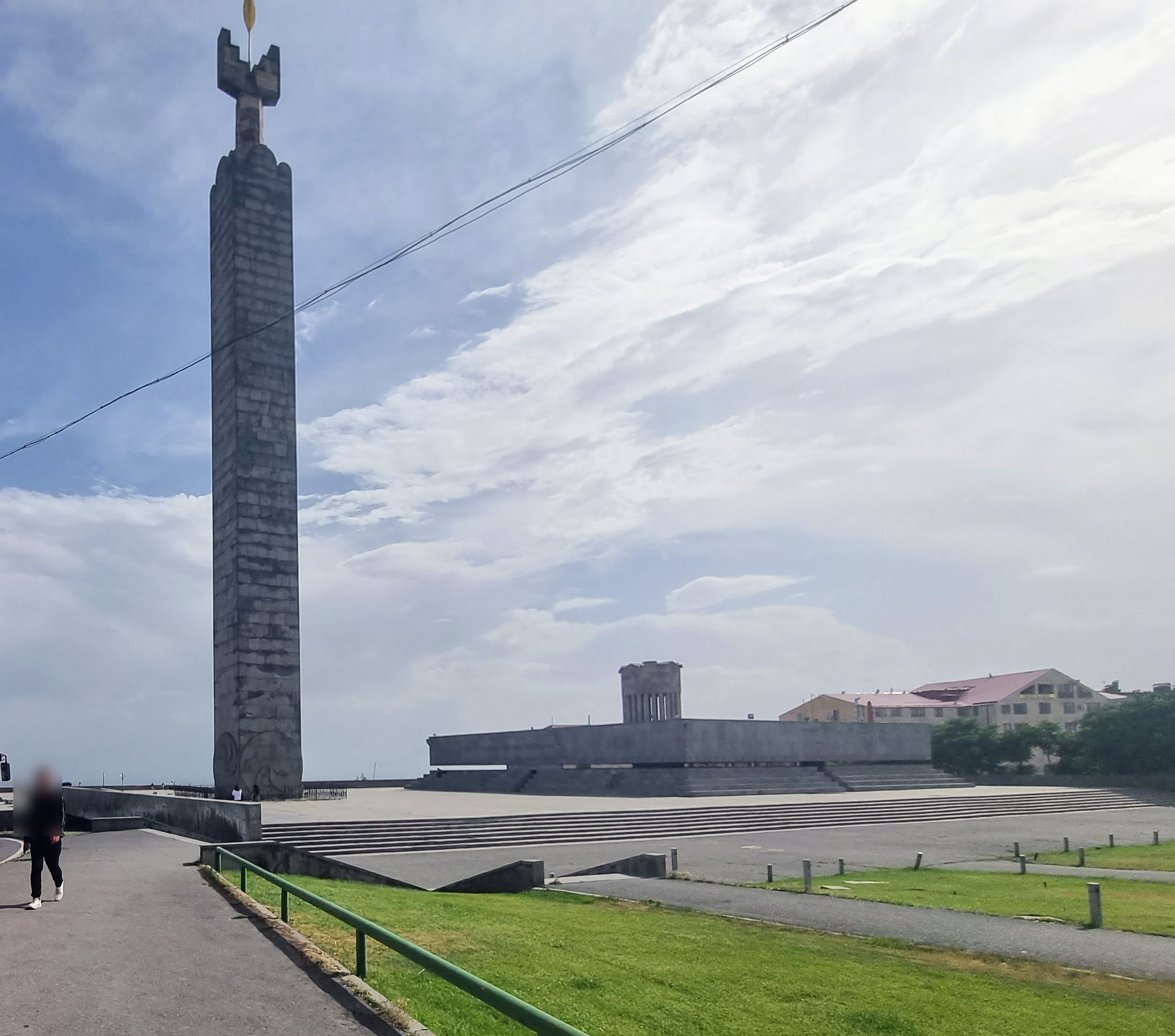
A Szovjet Örményország 40. évfordulója emlékmű
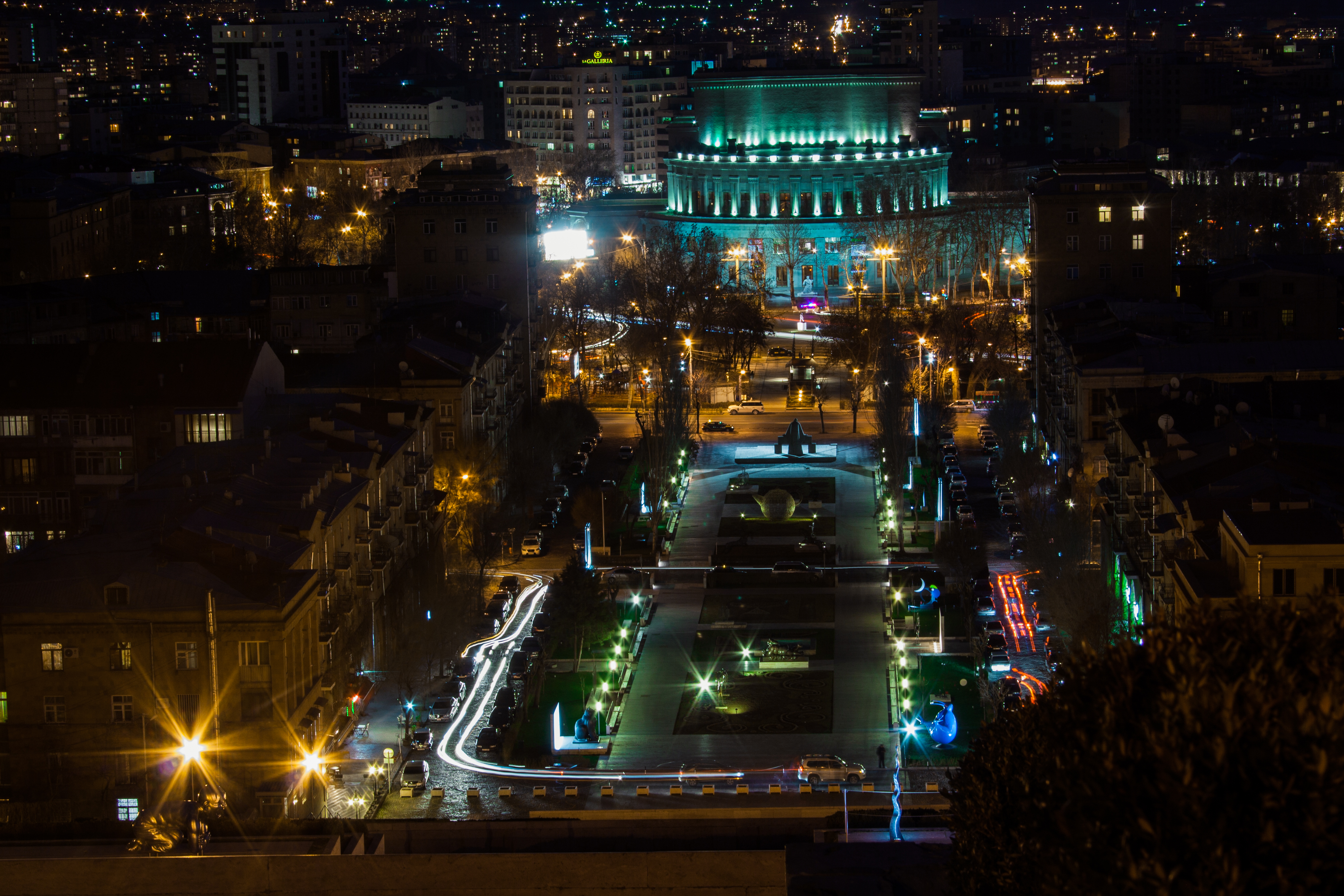
Esti kilátás az Operaházra